# Alfie (альбом Кармен Макрей)
Alfie — студийный альбом американской певицы Кармен Макрей, выпущенный в 1966 году на лейбле Mainstream Records. Аранжировки Дона Себески и Питера Маца.

## Об альбоме
Некоторые песни уже ранее были изданы на альбоме Second to None (1964) и Haven’t We Met? (1965).
Новой песней на альбоме стала «Alfie», она была записана в 1965 году. Она же была выпущена как ведущий сингл с не вошедшей в альбом песней «Modesty» (авторы Бенни Грин и Джон Дэнкуорт) из фильма «Модести Блейз» на обратной стороне. Сингл смог попасть в чарт журнала Billboard Top 40 Easy Listening на 29-ю позицию.

## Отзывы критиков
| Оценки критиков               | Оценки критиков |
| Источник                      | Оценка          |
| ----------------------------- | --------------- |
| AllMusic                      | [ 5 ]           |
| Billboard                     | [ 6 ]           |
| Encyclopedia of Popular Music | [ 7 ]           |

Из рецензии журнала Cash Box: «Тёплые, нежные и очень приятные песенные стили сладкоголосой Кармен Макрей делают этот набор лучших последних мелодий подходящим для включения в хорошую музыкальную коллекцию. Жаворонок проделывает особую работу над часто сокращаемой заглавной мелодией и добавляет замечательные прочтения таких песен, как „And I Love Him“ и „The Night Has a Thousand Eyes“. Приятно слушать от начала до конца». Рецензент журнала Record World констатировал, что «когда Кармен исполняет что-то, то это
скорее становится окончательной версией, чем нет».

## Список композиций
1. «Alfie» (Берт Бакарак, Хэл Дэвид)— 2:43
2. «Who Can I Turn To?» (Энтони Ньюли, Лесли Брикасс) — 3:00
3. «The Shadow of Your Smile» (Джонни Мэндел, Пол Фрэнсис Уэбстер) — 2:50
4. «The Music That Makes Me Dance» (Боб Меррилл, Джул Стайн) — 2:37
5. «Don’t Ever Leave Me» (Джером Керн, Оскар Хаммерстайн II) — 2:37
6. «The Night Has a Thousand Eyes» (Бадди Берньер, Джерри Брайнин) — 3:09
7. «Once Upon a Summertime» (Эдди Барклай, Джонни Мерсер, Мишель Легран) — 3:20
8. «And I Love Him» (Джон Леннон, Пол Маккартни) — 2:12
9. «He Loves Me» (Джерри Бок, Шелдон Хенрик) — 2:07
10. «The Sweetest Sounds» (Ричард Роджерс) — 2:01

## Чарты
| Чарт (1966—1967)                | Высшая позиция |
| ------------------------------- | -------------- |
| США (Billboard 200)             | 150            |
| США (Cash Box Top 100 Albums)   | 105            |
| США (Record World Top 100 LP’s) | 89             |